# Mechanicstown (Nueva York)
Mechanicstown es un lugar designado por el censo ubicado en el condado de Orange en el estado estadounidense de Nueva York. En el año 2000 tenía una población de 6,061 habitantes y una densidad poblacional de 703.4 personas por km². Mechanicstown se encuentra ubicada dentro del pueblo de Wallkill.

## Geografía
Mechanicstown se encuentra ubicada en las coordenadas 41°26′58″N 75°23′39″O / 41.44944, -75.39417. Según la Oficina del Censo, la ciudad tiene un área total de 8,8 km² (3,4 mi²), de la cual 8,6 km² (3,3 mi²) es tierra y 0,2 km² (0,1 mi²) (2.06%) es agua.

## Demografía
Según la Oficina del Censo en 2000 los ingresos medios por hogar en la localidad eran de $45,817, y los ingresos medios por familia eran $51,699. Los hombres tenían unos ingresos medios de $35,918 frente a los $28,640 para las mujeres. La renta per cápita para la localidad era de $21,119. Alrededor del 14.8% de la población estaban por debajo del umbral de pobreza.